# Betelkapellet, Stockholm

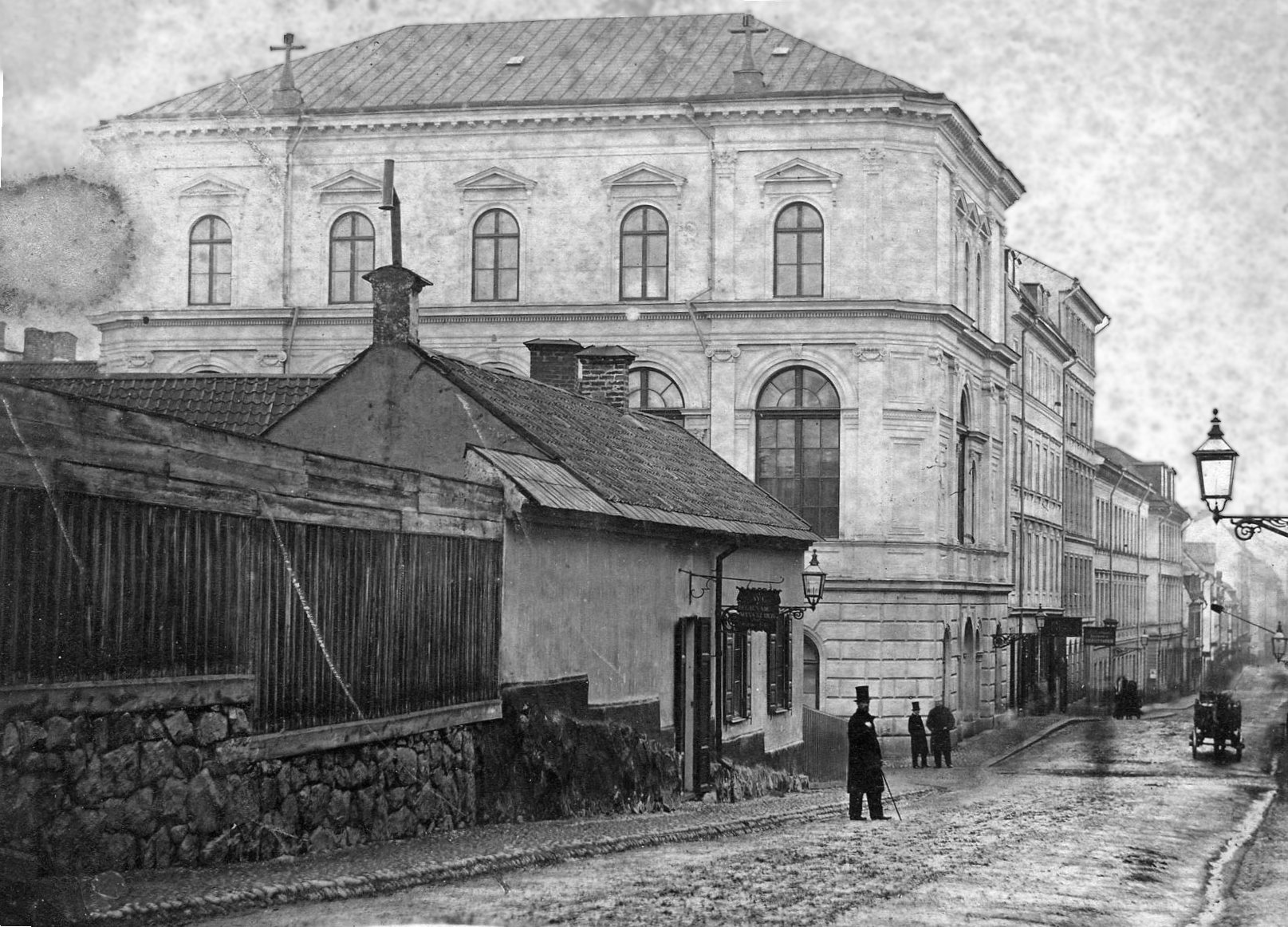
Betelkapellet, 1800-tal

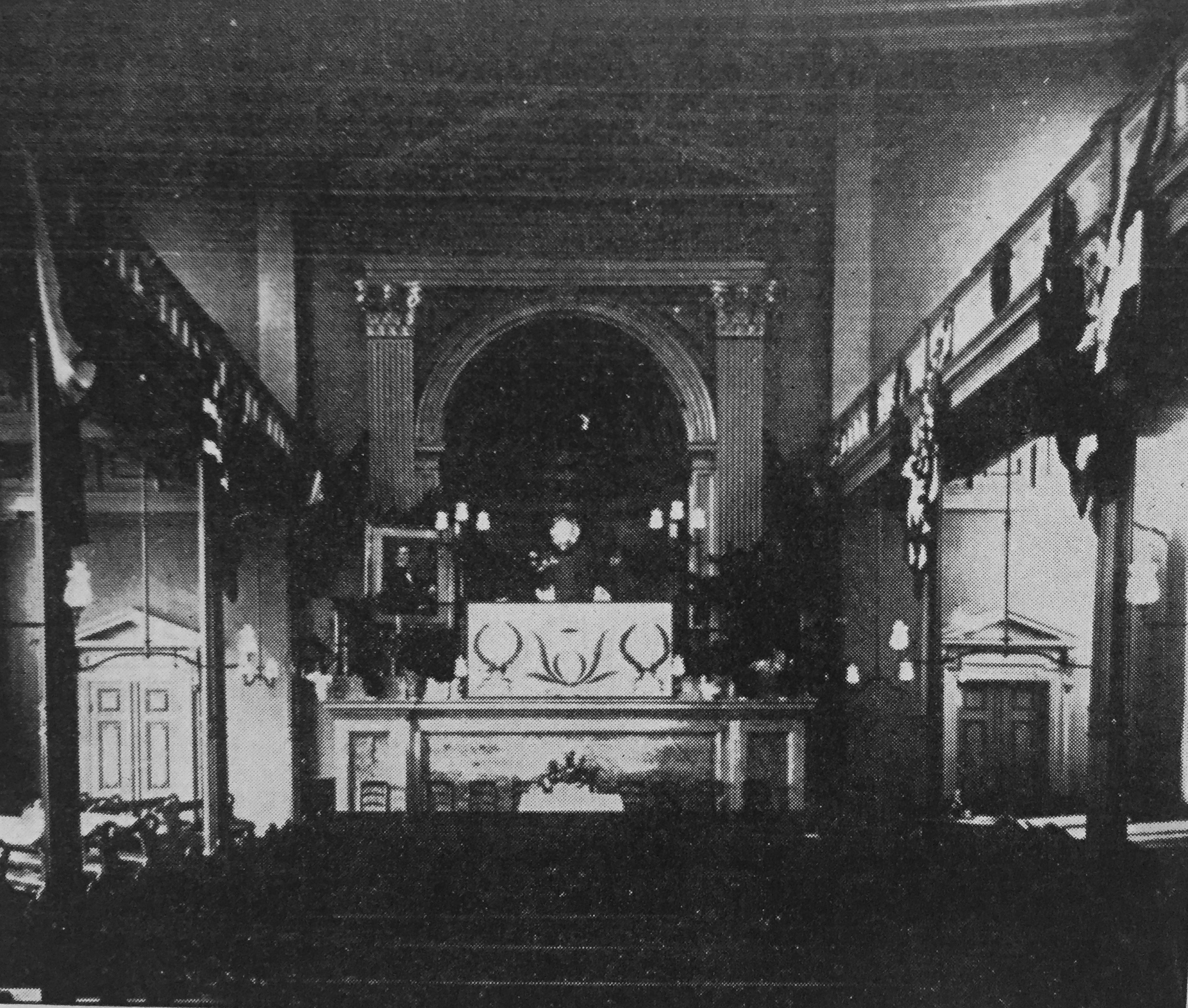
Interiör

Betelkapellet, senare även kallad Centrumkyrkan (möjligen även Centralkyrkan), var namnet på Stockholms första baptistförsamlings kapell på Malmskillnadsgatan 48D (vid fd Oxtorget, numera Oxtorgsgatan) i Stockholm. Kapellet, som invigdes 5 november 1865 (enligt vissa källor 1864 eller 1866), var ritat av en arkitekt Liljeström .

## Historik
Stockholms baptistförsamling hade grundats 1854 och på initiativ av bland andra Anders Wiberg bildades Svenska baptistsamfundet år 1857. Betelkapellet ägdes av "Sällskapet för befrämjande af upplysning och sedlighet", som hade tillkommit 1863 för att få äganderätt till den då inköpta tomten. Pastorer och predikanter i Betelkapellet var bland andra Anders Wiberg, Wilhelm Lindblom, K.O. Broady och Veckopostens utgivare Adolf Drake. 1865 flyttade Per Palmquists pionjärsöndagsskola (startad 1851) till Betelkapellet. Åren 1866-83 fanns också predikantutbildningen Betelseminariet i Betelkapellet. I kapellet stiftades även Svenska missionsförbundet (långt senare kallat Svenska missionskyrkan).
År 1961 gick församlingen samman med Tabernaklet (Vasastadens baptistförsamling, Stockholms fjärde baptistförsamling) och med Saron (Stockholms åttonde baptistförsamling) i  Norrmalms baptistförsamling och man lät bygga Norrmalmskyrkan på Norrtullsgatan. När Betelkapellet revs 1962, var kapellet då Stockholms äldsta frikyrka (efter att gamla Betlehemskyrkan i Hötorgscity hade rivits 1953).